# Хорнер, Гарри
Гарри Хорнер (англ. Harry Horner), имя при рождении Хейнрих Хорнер (нем.  Heinrich Horner; 24 июля 1910 — 5 декабря 1994) — американский художник-постановщик и режиссёр кино, театра и телевидения 1930—1970-х годов.
Начав карьеру на театральной сцене, Хорнер позднее перебрался в Голливуд, где поставил семь фильмов как режиссёр и 22 фильма как художник-постановщик. Наиболее удачными режиссёрскими работами Хорнера были фильмы нуар «Осторожней, моя милая» (1952) и «Викки» (1953), фантастический фильм «Красная планета Марс» (1952) и вестерн «Человек из Дель-Рио» (1956).
Как художник-постановщик Хорнер был дважды удостоен премии «Оскар» за фильмы «Наследница» (1949) и «Бильярдист» (1961), а также номинировался на «Оскар» за фильм «Загнанных лошадей пристреливают, не правда ли?» (1969). Кроме того, он работал над такими успешными фильмами, как «Двойная жизнь» (1947), «Рождённая вчера» (1950), «Он бежал всю дорогу» (1951), «За отдельными столиками» (1958) и «Водитель» (1978).

## Ранние годы жизни и начало театральной карьеры
Гарри Хорнер родился 24 июля 1910 года в Голице, Богемия, Австро-Венгрия (ныне Чешская республика).. В 1934 году Хорнер окончил Венский университет, получив диплом архитектора. Во время учёбы в Университете он также изучал драматическое искусство, режиссуру и дизайн костюмов, и кроме того, дебютировал на сцене как актёр в театре Макса Рейнхардта.
Театральная жизнь Берлина, которая вращалась вокруг Макса Рейнхардта, пришла к неожиданному и стремительному концу в 1933 году после того, как к власти в Германии пришли национал-социалисты. Будучи евреем, Рейнхардт получил приказ отказаться от руководства Немецким театром, и чувствуя, что его жизнь в опасности, он бежал из страны. Вместе с Рейнхардтом из Германии уехал и Хорнер.

## Театральная карьера в 1934—1961 годы
После недолгого пребывания в Италии, в начале 1934 года Рейнхардт отправился в США, осев в Лос-Анджелесе, где он поставил на арене Hollywood Bowl пьесу Шекспира «Сон в летнюю ночь». Спектакль шёл несколько недель, и его посещали тысячи зрителей. Хорнер принимал участие в этой постановке как менеджер сцены и как актёр. В 1935 году студия Warner Brothers сделала основе этой постановки фильм, который также поставил Рейнхардт совместно с Уильямом Дитерле.
В 1936 году Рейнхардт перебрался в Нью-Йорк, где спродюсировал и поставил несколько пьес. Хорнер последовал за ним, продолжая работать с ним как ассистент режиссёра, менеджер сцены и актёр, а также начал заниматься сценографией. На Бродвее Хорнер дебютировал как актёр в спектакле «Железные люди» (1936), после чего был ассистентом Рейнхарда, помощником музыкального постановщика и дирижёром в спектакле «Вечная дорога» (1937). Как отмечает Хэл Эриксон, одной из «впечатляющих постановок» Рейнхарда стал мюзикл на библейскую тему «Вечная дорога» (1937), которая вышла 153 раза. Музыку написал Курт Вайль, а дирижёром был Хорнер. Рейнхардт сделал Хорнера также художником-постановщиком спектакля, поручив ему руководство отделами сценографии, костюмов и света. Оценив многогранный театральный талант Хорнера, Рейнхардт стал поручать ему многие вопросы театральной постановки.
Начиная со спектакля «Всё живущее» (1938) Хорнер постоянно работал на Бродвее, преимущественно в качестве художника-постановщика. В этом качестве вплоть до 1941 года он сделал семь спектаклей, среди которых «Глориана» (1938), «Иеремия» (1939), «Мир, который мы создаём» (1939—1940), «Воссоединение в Нью-Йорке» (1940), «Горящая палуба» (1940) и «Слабое звено» (1940). Кроме того, Хорнер выступил как сценарист и художник-постановщик спектакля «Побег этой ночью» (1938), а также художник-постановщик и художник по костюмам спектакля «Семейный портрет» (1939).
В 1940 году Хорнер получил американское гражданство и отправился в Голливуд, объединив силы с известным художником-постановщиком Уильямом Камероном Мензисом, которому помогал при работе над драмой «Наш городок» (1940). В этой картине имя Хорнера впервые было указано в титрах.
В 1940 году Хорнер вернулся на Бродвей, где как художник поставил спектакли «Дама в темноте» (1941—1942), «Пять тревожных вальсов» (1941), «Давай посмотрим правде в глаза!» (1941—1943), «Глаза банджо» (1941—1942) и «Время придёт» (1941—1942). Особым успехом пользовался спектакль «Дама в темноте» (1941—1942) по книге Мосса Харта, текст к которому написал Айра Гершвин, а музыку — Курт Вайль. Спектакль вышел 23 января 1941 года в New York Alvin Theatre. В декорациях впервые на Бродвее был использован поворотный круг. Такие круги уже использовались в европейских постановках, однако никогда ранее не использовались в США.
В 1942 году Хорнер пошёл служить в ВВС США, где специализировался на проектах, поднимающих моральный дух войск, в частности, был режиссёром-постановщиком ревю «Солдатский клуб» (1943). Одновременно он продолжал заниматься сценографией на Бродвее, где поставил спектакли «Сердце города» (1942), «Поцелуй Золушки» (1942), «Идущий джентльмен» (1942), «Звезда и подвязка» (1942), «Женщина в темноте» (1943) и «Крылатая победа» (1943—1944). Последний спектакль, который рассказывал о наборе и подготовке лётчиков, был выполнен Хорнером по приказу ВВС как воинское задание.
В дальнейшем Хорнер периодически возвращался на Бродвей, где как художник-постановщик оформил спектакли «Я и Молли» (1948) и «Радость мира» (1948), а в 1952 году поставил как режиссёр и оформил пьесу «Товарищ» (1952). Его последними работами как художника-постановщика на Бродвее были спектакли «Хейзел Флэгг» (1953) и «Как сделать человека» (1961). Позднее Хорнер также работал художником-постановщиком и режиссёром в «Метрополитен-опера» в Нью-Йорке и в Опере Сан-Франциско.

## Карьера в кинематографе в 1943—1956 годы
Свою работу в Голливуде Хорнер начал как художник постановщик музыкальных ревю военного времени «Солдатский клуб» (1943) и «Крылатая победа» (1944), фильма из классической серии про Тарзана с Джонни Вайсмюллером «Триумф Тарзана» (1943).
После войны Хорнер работал попеременно в театре и в Голливуде. Его первым успехом в качестве художника-постановщика в кино стал фильм нуар «Двойная жизнь» (1947). Следующей работой Хорнера стала историческая мелодрама Уильяма Уайлера «Наследница» (1949), который принёс Хорнеру первый из двух его «Оскаров» (он работал совместно с Джоном Миэном и Эмилем Кюри). Как отмечают критики, для работы над этой картиной «Хорнер провёл тщательное и кропотливое исследование интерьеров, костюмов и бытовых деталей, собрав многочисленные фотографии того времени». Вслед за этим успехом Хорнер был художником-оформителем номинированной на «Оскар» комедии Джорджа Кьюкора «Рожденная вчера» (1950), а также социальных фильмов нуар «Оскорбление» (1950) и «Он бежал всю дорогу» (1951).
В отличие от работа художника-постановщика, самостоятельные режиссёрские работы Хорнера, по мнению Turner Classic Movies, «имели ограниченный успех». Первым фильмом Хорнера в качестве режиссёра стал нуаровый триллер «Осторожней, моя милая» (1952) с Айдой Лупино и Робертом Райаном в главных ролях. Действие фильма практически полностью происходит в стенах одного дома, где молодая вдова (Лупино) нанимает уборщика (Райан), который оказывается сумасшедшим, страдающим провалами памяти и склонностью к насилию. Он запирает хозяйку внутри дома, представляя для неё вполне реальную психологическую и физическую угрозу. Кинообозреватель Босли Краузер в «Нью-Йорк таймс» заключил, что фильм «направлен исключительно на демонстрацию актёрского мастерства, так как сама история совершенно очевидно надумана и выстроена с единственной целью вызывать дрожь в спине. И успех этого достойного предприятия будет зависеть полностью от того, насколько вы восприимчивы к лишённым логики маленьким уловкам со смутными тенями и сжатыми руками». Рецензент журнала TimeOut назвал фильм «небезынтересным триллером на тему „женщина в опасности“, достойным просмотра благодаря Лупино и Райану». В журнале было также отмечено, что фильм «разочаровывает вялой режиссёрской работой (дебют художника-постановщика Гарри Хорнера) и сценарием, который вязнет в повторяющихся событиях вместо того, чтобы исследовать характеры», а его «неспешный, лишённый кульминации финал надо было сделать мощнее». Хэл Эриксон назвал картину «напряжённым саспенс-фильмом, идеально подогнанным под таланты Лупино и Райана». С другой стороны Деннис Шварц, охарактеризовал картину как «неприятный криминальный триллер о женщине в опасности без какой-либо отдачи или чего-либо стоящего, что можно было бы о нём сказать». Шварц также считает, что «фильм поставлен скучно,… в традиционном для фильма нуар стиле, где визуальные решения намного интереснее, чем сама история и недостаточно проработанные образы».
Следующими режиссёрскими работами Хорнера стали фильм нуар «Викки» (1952), пропагандистская научно-фантастическая драма «Красная планета Марс» (1952) и мюзикл «Новые лица» (1954).
Фильм «Викки» (1952) был ремейком одного из первых и довольно удачных нуаров «Ночной кошмар» (1941). Речь в картине Хорнера идёт о расследовании убийства девушки из провинции (Джин Питерс), которая только начала делать успешную карьеру в шоу-бизнесе. Среди подозреваемых в убийстве оказывается целая группа людей, начиная от её сестры (Джинн Крейн) и заканчивая её промоутером (Эллиотт Рид), который ради собственного спасения находит настоящего убийцу. После выхода картины на экраны Босли Краузер в «Нью-Йорк таймс» написал: «В свете того факта, что „Ночной кошмар“ (1941 года) был не такой уж выдающейся картиной, не удивительно, что и его лёгкая переделка не стала впечатляющим драматическим блюдом». Как и её предшественник, эта картина снова пытается «тяжеловесно сбить зрителя с толку в отношении того, кто убил эффектную, непостоянную девушку в тот момент, когда она собиралась покинуть своих благодетелей ради работы в Голливуде». Выделив удачные актёрские работы Питерс, Крейн и Рида, «которые делают всё возможное, чтобы при бойкой режиссуре Гарри Хорнера показать, что они разыгрывают захватывающую историю», Краузер тем не менее замечает, что, всё было бы ничего, если бы «история не была бы столь явно натянута и надумана, а мистер Бун не носил бы на себе отметину, буквально кричащую о том, кто здесь злодей». Историк кино Спенсер Селби отметил, что эта «вторая экранизация классического саспенс — романа Стива Фишера использует сложную композиционную структуру с флэшбеками для изображения сурового нуарового мира эгоизма и извращённой мечты». Кинокритик Дэвид Хоган назвал картину «пресным и вялым ремейком, который поставил бродвейский и кинохудожник Гарри Хорнер», далее указав, что фильм отличается «невыразительной серой гаммой» и «смотрится банально и избито». С другой стороны, Майк Кини заключил, что это «сильный по саспенсу фильм с крепкой актёрской игрой, особенно, со стороны Крейн и Буна». По словам Денниса Шварца, это «грамотная психологическая история, создающая циничный мир, в котором гламур шоу-бизнеса противопоставляется унылому существованию обычного гражданина».
В том же году вышел «культовый» научно-фантастический фильм Хорнера «Красная планета Марс» (1952). Как написал обозреватель «Нью-Йорк таймс» Энтони Вейлер, фильм начинается с интригующего допущения, где семейная пара учёных (Питер Грейвс, Андреа Кинг) создаёт передатчик, который позволяет установить связь с Марсом. Их жажда познания неизвестного, а также их техническое оснащение, выглядят интересно и правдоподобно. Однако после нескольких абсурдных обменов посланиями с Марсом и совершенно невероятных событий, которые под их влиянием начинают происходить на Земле, «следует странный кульминационный поворот сюжета, превращающий двух наших учёных в ещё более благородных героев, а злодея — в ещё более чёрного негодяя, но вряд ли такое развитие сюжета станет новым словом в киноискусстве». По словам Вейлера, в эпоху ядерного оружия, фильмов категории В, Холодной войны и научной фантастики, «такие явления как „Красная планета Марс“, вероятно, неизбежны. Но это погружение в пугающую синюю бездну — которое, по странному стечению обстоятельств, не выходит за границы Калифорнии — переключается с псевдонаучного исследования с такой неожиданностью, что вводит в уныние даже самого преданного поклонника дешёвой фантастики». Как отмечается в рецензии, «в середине этой сказки продюсеры посчитали уместным ввести призыв возврата к религии. Этот приём в данном случае, неоригинален и неубедителен, и только порождает массу пустой болтовни о том, что более ценно — научные исследования или вера». Как было отмечено в рецензии в журнале Variety, несмотря на название, всё действие фильма «полностью происходит на Земле, без участия космических кораблей, космических лучей и космонавтов. Это фантастическая сказка, которая погружается в царство науки, политики, религии, международных отношений и коммунизма». Как подчёркивает рецензент журнала, «несмотря на всю ту чушь, которую предлагает зрителю фильм, актёры играют убедительно».Журнал Time Out назвал фильм «претендентом на звание самого идиотского научно-фантастического фильма всех времён и невероятным реликтом Холодной войны». Согласно сюжету, поступившее по телеканалу с Марса сообщение о том, что этой планетой управляет «богоподобное высшее существо, вызывает глобальную революцию на Земле. Но это только для затравки. Далее обнаруживается, что послания были фальшивками безумного учёного, задумавшего завалить капитализм. Но и это просто ещё один поворот сюжета. Далее следует ещё одна, на этот раз подлинная трансляция с Марса, провозглашающая, что их лидер и есть сам Бог, что порождает всемирное религиозное возрождение и всеобщую решимость жить в гармонии. Всё это из другой эпохи, а может быть, и с другой планеты». Кинокритик Денис Шварц назвал фильм «одним из самых отвратительных научно-фантастических фильмов всех времён. Он предлагает глупый ответ Голливуда на Красную угрозу 1950-х годов, которая захлестнула страну после сенатских слушаний Маккарти, начавшего искать коммунистов под каждым постельным ковриком». Далее Шварц пишет, что «это один из тех по-настоящему плохих пропагандистских фильмов, которые не обладают никакой развлекательной ценностью, показывая, насколько параноидальной может быть эта страна (США) и как она может не раздумывая использовать религию для пропаганды материализма и христианства как высшего образа жизни по сравнению с коммунизмом. Это, возможно, самый странный и самый извращённый фильм о Красной угрозе всех времён. Он заканчивается водородным взрывом в лаборатории, в котором погибают двое американских учёных и один отвратительный экс-нацистский учёный, затем работавший на русских коммунистов… Фильм оставляет впечатление, что Марсом управляет сам Бог». Шварц заканчивает: «Это кино о Красной угрозе, сделанное для зомби с другой планеты, или охотников на ведьм, которые хотят найти оправдание необходимости своей грязной работы. Это классика в отрицательном смысле слова, его обязательно надо посмотреть всем тем, кто не может поверить, до какой степени плохой фильм может быть плохим».
После музыкальной комедии «Новые лица» (1954), которую Хорнер поставил совместно с Джоном Билом и криминального триллера «Жить в гармонии» (1955) с участием Энн Бэнкрофт и Рикардо Монталбана Хорнер поставил достаточно успешный вестерн «Человек из Дель-Рио» (1956). Как написал о последнем фильме киновед Деннис Шварц, в этом малобюджетном вестерне Энтони Куинн играет Дейва Роблеса, опустившегося мексиканско-американского стрелка, которые приезжает в городок Меза, чтобы отомстить преступникам, которые терроризировали его городок Дель-Рио. Благодаря своим жёстким и решительным действиям он добивается назначения на должность шерифа. Обретя новое положение, он отмывается от грязи, покупает новую одежду и начинает роман с Эстеллой (Кэти Хурадо), мексиканской, работающей экономкой городского врача. Однако вскоре он понимает, что белое общество городка по-прежнему считает его ниже по положению и отказывается принимать его в свой круг. Всё завершается дуэлью между шерифом и владельцем городского салуна и одновременно предводителем местных бандитов. По словам Шварца, «это скромный вестерн с хорошей игрой Куина». Хэл Эриксон же полашает, что «этот фильм не предлагает ничего такого, что не было видено раньше, но Энтони Куинн придаёт событиям быстрый и увлекательный ход».
Последней режиссёрской работой Хорнера стал фильм нуар «Бурная вечеринка» (1956), который рассказывал о разношёрстной группе битников, любителей джаза и лёгких развлечений во главе с бывшей звездой американского футбола (Энтони Куинн), которая в Лос-Анджелесе в пьяном угаре берёт в заложники молодую пару в составе морского офицера и его невесты, требуя с них деньги и угрожая девушке изнасилованием. Как заметил историк кино Джефф Стаффорд, «среди многочисленных голливудских фильмов, которые пытались эксплуатировать нарождающуюся субкультуру битников и богемы в конце 1950-х годов, нет более странного фильма, чем этот». Критик пишет, что «в этой зловещей маленькой мелодраме, хипстеры являются злодеями, а их скучные жертвы невольно становятся героями. Можно увидеть в этом популярную в обществе реакцию на всё движение поколения битников и таких икон культуры, как Джек Керуак и Аллен Гинзберг, которые выступали за нонконформизм и экспериментирование». Как резюмирует Стаффорд, «сегодня фильм более интересен занятыми в нём людьми как перед, так и за камерой, а также своими крайностями, которые временами приближаются к чрезмерной театральности». Кроме того, Стаффорд указывает на то, что «в некотором смысле эта картина выступает как ранний предшественник фильма ужасов Уэса Крейвена „Последний дом слева“ (1972), где средний класс, представленный правильной белой парой, подвергается жестокому обращению со стороны отбросов общества. Хотя этот фильм и не столь мрачный и мизантропический, как культовый фильм Крейвена, он также является историей-предупреждением с ноткой консервативной морали». Как пишет киновед Крейг Батлер, «фильм должен быть благодарен музыке Бадди Бергмана. Эта джазовая, хипстерская музыка — в безупречном исполнении — обладает ароматом и качеством, которого мучительно не хватает остальному фильму и которая становится единственной реальной ценностью картины». Как далее отмечает Батлер, «на самом деле фильм странным образом околдовывает и пугает, благодаря чему какое-то время удерживает внимание зрителя. Но в конце концов всё равно превращается в большую скуку». По мнению Батлера, «конечно, сценарий не может быть зачислен фильму в плюс — это убогая, зловещая выдумка, в которой нет смысла и кажется, что существует он только для того, чтобы подпитывать параноидальные страхи среднего класса в отношении битников и хипстеров», которые якобы «не хотят ничего иного, кроме как нападать на „правильных“ людей ради удовлетворения своих наркотических запросов». При этом «нелепый диалог, который так хочет казаться „актуальным“, на самом деле просто смехотворен и совсем не помогает сюжету, который, кажется, хватается за всё, что попадается под руку». По мнению Батлера, не помогает фильму «ни беспомощная постановка Хорнера, ни даже Энтони Куинн, которому не удаётся достойно сыграть роль, когда он отягощён таким сценарием». С другой стороны, кинокритик Хэл Эриксон полагает, что «хипстерские реплики, которыми перебрасываются в „Бурной вечеринке“ — это достаточное основание высидеть до конца это любопытное послание из своего времени».

## Карьера на телевидении в 1954—1960 годы
В 1954—1960 годах Хорнер много работал как режиссёр на телевидении, поставив эпизоды таких телесериалов, как «Омнибус» (1954, 3 эпизода), «Кавалькада Америки» (1954—1957, 2 эпизода), «Театр четырёх звёзд» (1955, 1 эпизод), «Дымок из ствола» (1956, 1 эпизод), «Странник» (1956, телефильм), «Дневник Ширли Темпл» (1958, 1 эпизод), «Театр „Люкс“» (1959, 1 эпизод), «Суровые всадники» (1959, 1 эпизод), «Мир гигантов» (1959, 2 эпизода) и «Королевская конная полиция» (1959—1960, 4 эпизода)).

## Карьера в кинематографе в 1958—1980 годы
В 1958 году Хорнер вернулся к работе художника-постановщика, сделав в этом качестве вплоть до 1980 года тринадцать фильмов. Криминально-психологическая мелодрама с Полом Ньюманом «Бильярдист» (1961) принесла Хорнеру его второй «Оскар» как режиссёру-постановщику. Как отмечает Мовис, «как и при всех своих заказах, Хорнер проводил глубокое исследование обстановки, посещая бесчисленные бильярдные, чтобы наполнить как картину, так и персонажей надлежащей объёмностью и реализмом». Другим крупным достижением Хорнера стала социальная драма Сидни Поллака «Загнанных лошадей пристреливают, не правда ли?» (1969) с Джейн Фондой, эта картина принесла Хорнеру как художнику-постановщику номинацию на «Оскар». К числу наиболее заметных работ Хорнера как художника-постановщика относятся также мелодрама «За отдельными столиками» (1958) с участием таких звёзд, как Рита Хейворт, Дебора Керр, Дэвид Найвен и Берт Ланкастер, вестерн с Робертом Митчемом «Чудесная страна» (1959), комедия с Барбарой Стрейзанд «Песочница» (1972), криминальная комедия с Джорджем Сигалом «Чёрная птица» (1975), хоррор-мелодрама Роберта Уайза «Чужая дочь» (1977) с участием Энтони Хопкинса, а также криминальный триллер «Водитель» (1978) с Райаном О’Нилом и Брюсом Дерном.
В 1980 году Хорнер вышел на пенсию.

## Личная жизнь
Гарри Хорнер был женат дважды. Его первой женой была Бетти Арнольд Пфэлцер, с которой он прожил с 1938 года вплоть до её смерти в 1951 году. В 1952 году Хорнер женился на Джоан Рут Фрэнкел, с которой прожил до своей смерти в 1994 году, у пары было трое детей.
Его старший сын Джеймс Хорнер завоевал «Оскар» как композитор, средний сын Кристофер Хорнер также работал в кинобизнесе, а младший сын Энтони стал врачом.

## Смерть
Гарри Хорнер умер 5 декабря 1994 года в Пасифик-Палисейдс, Калифорния, США, от пневмонии, в возрасте 84 лет.

## Театральные работы на Бродвейской сцене
| Год       | Название                          | Оригинальное название | В каком качестве участвовал                                    |
| --------- | --------------------------------- | --------------------- | -------------------------------------------------------------- |
| 1936      | Железные люди                     | Iron Men              | актёр                                                          |
| 1937      | Вечный путь                       | The Eternal Road      | ассистент режиссёра, ассистент музыкального директора, дирижёр |
| 1938      | Вся жизнь                         | All the Living        | художник-постановщик                                           |
| 1938      | Побег этой ночью                  | Escape This Night     | художник-постановщик, сценарист                                |
| 1938      | Глориана                          | Gloriana              | художник-постановщик                                           |
| 1939      | Иеремия                           | Jeremiah              | художник-постановщик                                           |
| 1939      | Семейный портрет                  | Family Portrait       | художник-постановщик, дизайнер костюмов                        |
| 1939-1940 | Мир, который мы создаём           | The World We Make     | художник-постновщик                                            |
| 1940      | Воссоединение в Нью-Йорке         | Reunion in New York   | художник-постановщик                                           |
| 1940      | Горящая палуба                    | The Burning Deck      | художник-постановщик                                           |
| 1940      | Слабое звено                      | The Weak Link         | художник=постановщик                                           |
| 1941-1942 | Дама в темноте                    | Lady in the Dark      | художник-постановщик                                           |
| 1943      | Дама в темноте                    | Lady in the Dark      | художник-постановщик                                           |
| 1941      | Пять тревожных вальсов            | Five Alarm Waltz      | художник-постановщик                                           |
| 1941-1942 | Глаза банджо                      | Banjo Eyes            | художник-постановщик                                           |
| 1941-1942 | Время прийти                      | In Time to Come       | художник-постановщик                                           |
| 1941-1943 | Давайте посмотрим правде в глаза! | Let’s Face It!        | художник-постановщик                                           |
| 1942      | Ландыш                            | Lily of the Valley    | художник-постановщик, постановщик света                        |
| 1942      | Сердце города                     | Heart of a City       | художник-постановщик                                           |
| 1942      | Поцелуй Золушки                   | A Kiss for Cinderella | художник-постановщик                                           |
| 1942      | Шагающий джентльмен               | The Walking Gentleman | художник-постановщик                                           |
| 1942-1943 | Звезда и подвязка                 | Star and Garter       | художник-постановщик                                           |
| 1943-1944 | Крылатая победа                   | Winged Victory        | художник-постановщик                                           |
| 1946-1947 | Кристофер Блейк                   | Christopher Blake     | художник-постановщик, постановщик света                        |
| 1948      | Я и Молли                         | Me and Molly          | художник-постановщик                                           |
| 1948      | Радость миру                      | Joy to the World      | художник-постановщик                                           |
| 1952      | Товарищ                           | Tovarich              | режиссёр-постановщик, художник-постановщик                     |
| 1953      | Хейзел Флэгг                      | Hazel Flagg           | художник-постановщик, постановщик света                        |
| 1961      | Как сделать человека              | How to Make a Man     | художник-постновщик                                            |

## Фильмография
| Год       | Название                                                            | Оригинальное название                                                       | Фильм / телесериал   | В каком качестве участвовал                                            |
| --------- | ------------------------------------------------------------------- | --------------------------------------------------------------------------- | -------------------- | ---------------------------------------------------------------------- |
| 1940      | Наш городок                                                         | Our Town                                                                    | фильм                | помощник художника-постановщика                                        |
| 1943      | Солдатский клуб                                                     | Stage Door Canteen                                                          | фильм                | художник-постановщик                                                   |
| 1943      | Триумф Тарзана                                                      | Tarzan Triumphs                                                             | фильм                | художник-постановщик                                                   |
| 1947      | Двойная жизнь                                                       | A Double Life                                                               | фильм                | художник-постановщик                                                   |
| 1949      | Наследница                                                          | The Heiress                                                                 | фильм                | художник-постановщик                                                   |
| 1950      | Рожденная вчера                                                     | Born Yesterday                                                              | фильм                | художник-постановщик                                                   |
| 1950      | Оскорбление                                                         | Outrage                                                                     | фильм                | художник-постановщик                                                   |
| 1950      | Тарзан и рабыня                                                     | Tarzan and the Slave Girl                                                   | фильм                | художник-постановщик                                                   |
| 1951      | Он бежал всю дорогу                                                 | He Ran All the Way                                                          | фильм                | художник-постановщик                                                   |
| 1952      | Осторожней, моя милая                                               | Beware, My Lovely                                                           | фильм                | режиссёр                                                               |
| 1952      | Красная планета Марс                                                | Red Planet Mars                                                             | фильм                | режиссёр                                                               |
| 1952      | Андрокл и лев                                                       | Androcles and the Lion                                                      | фильм                | художник-постановщик                                                   |
| 1952      | Последний звонок                                                    | Curtain Call                                                                | телесериал, 1 эпизод | художник-постановщик                                                   |
| 1953      | Викки                                                               | Vicki                                                                       | фильм                | режиссёр                                                               |
| 1953      | Дуглас Фэрбенкс мл. представляет                                    | Douglas Fairbanks, Jr., Presents                                            | телесериал           | режиссёр (1 эпизод)                                                    |
| 1954      | Новые лица                                                          | New Faces                                                                   | фильм                | режиссёр                                                               |
| 1954      | Альманах                                                            | Omnibus                                                                     | телесериал           | режиссёр (3 эпизода)                                                   |
| 1954-1957 | Кавалькада Америки                                                  | Cavalcade of America                                                        | телесериал           | режиссёр (2 эпизода)                                                   |
| 1955      | Жить в гармонии                                                     | A Life in the Balance                                                       | фильм                | режиссёр                                                               |
| 1955      | Театр четырёх звёзд                                                 | Four Star Playhouse                                                         | телесериал           | режиссёр (1 эпизод)                                                    |
| 1955-1956 | «Ридерс Дайджест» на ТВ                                             | TV Reader’s Digest                                                          | телесериал           | режиссёр (8 эпизодов)                                                  |
| 1956      | Человек из Дель-Рио                                                 | Man from Del Rio                                                            | фильм                | режиссёр                                                               |
| 1956      | Бурная вечеринка                                                    | The Wild Party                                                              | фильм                | режиссёр                                                               |
| 1956      | Дымок из ствола                                                     | Gunsmoke                                                                    | телесериал           | режиссёр (1 эпизод)                                                    |
| 1956      | Странник                                                            | The Wanderer                                                                | телефильм            | режиссёр                                                               |
| 1958      | Сказки Ширли Темпл                                                  | Shirley Temple’s Storybook                                                  | телесериал           | режиссёр (2 эпизода)                                                   |
| 1958      | За отдельными столиками                                             | Separate Tables                                                             | фильм                | художник-постановщик, ассоциированный продюсер (без указания в титрах) |
| 1959      | Театр «Люкс»                                                        | Lux Playhouse                                                               | телесериал           | режиссёр (1 эпизод)                                                    |
| 1959      | Суровые всадники                                                    | The Rough Riders                                                            | телесериал           | режиссёр (1 эпизод)                                                    |
| 1959      | Мир гигантов                                                        | World of Giants                                                             | телесериал           | режиссёр (2 эпизода)                                                   |
| 1959      | Чудесная страна                                                     | The Wonderful Country                                                       | фильм                | художник-постановщик                                                   |
| 1961      | Бильярдист                                                          | The Hustler                                                                 | фильм                | художник-постановщик                                                   |
| 1964      | Везение Джинджера Коффи                                             | The Luck of Ginger Coffey                                                   | фильм                | художник-постановщик                                                   |
| 1969      | Загнанных лошадей пристреливают, не правда ли?                      | They Shoot Horses, Don’t They?                                              | фильм                | художник-постановщик                                                   |
| 1971      | Кто такой Гарри Келлерман и почему он говорит обо мне ужасные вещи? | Who Is Harry Kellerman and Why Is He Saying Those Terrible Things About Me? | фильм                | художник-постановщик                                                   |
| 1972      | Песочница                                                           | Up the Sandbox                                                              | фильм                | художник-постановщик                                                   |
| 1975      | Чёрная птица                                                        | The Black Bird                                                              | фильм                | художник-постановщик                                                   |
| 1976      | Гарри и Уолтер следуют в Нью-Йорк                                   | Harry and Walter Go to New York                                             | фильм                | художник-постановщик                                                   |
| 1977      | Чужая дочь                                                          | Audrey Rose                                                                 | фильм                | художник-постановщик                                                   |
| 1978      | Водитель                                                            | The Driver                                                                  | фильм                | художник-постановщик                                                   |
| 1978      | Миг за мигом                                                        | Moment by Moment                                                            | фильм                | художник-постановщик                                                   |
| 1979      | Незнакомцы: История матери и дочери                                 | Strangers: The Story of a Mother and Daughter                               | телефильм            | художник-постановщик                                                   |
| 1980      | Певец джаза                                                         | The Jazz Singer                                                             | фильм                | художник-постановщик                                                   |
| 1995-1960 | Королевская Канадская конная полиция                                | R.C.M.P.                                                                    | телесериал           | режиссёр (4 эпизод), продюсер (11 эпизодов)                            |